# Braunsia tridorsigera
Braunsia tridorsigera är en stekelart som beskrevs av Per Abraham Roman 1913. Braunsia tridorsigera ingår i släktet Braunsia och familjen bracksteklar. Inga underarter finns listade.